# Pas-de-Calais
Pas-de-Calais (oznaka 62) je francoski departma ob Dovrskih vratih, po katerih je imenovan (francosko Pas de Calais). Skupaj s sosednjim Nordom tvori regijo Nord - Pas-de-Calais.

## Zgodovina
Departma je bil ustanovljen v času francoske revolucije 4. marca 1790 z združitvijo delov ozemelj nekdanjih pokrajin Boulonnais, Ponthieu in Artois.
Med drugo svetovno vojno je bilo ozemlje cilj Operacije Fortitude, s katero so zavezniki prevarali Nemce okoli mesta izkrcanja anglo-ameriških enot.

## Geografija
Pas-de-Calais leži v zahodnem delu regije Nord-Pas-de-Calais ob Rokavskem prelivu in Severnem morju. Na vzhodu meji na departma Nord, na jugu pa na departma regije Pikardije Somme.